# Bellengreville (Calvados)
Bellengreville ist eine französische Gemeinde mit 1.474 Einwohnern (Stand: 1. Januar 2022) im Département Calvados in der Region Normandie. Sie gehört zum Arrondissement Caen und zum Kanton Troarn.

## Geografie
Bellengreville liegt etwa elf Kilometer südöstlich von Caen. Umgeben wird Bellengreville von den Nachbargemeinden Frénouville im Nordwesten und Norden, Vimont im Osten, Chicheboville im Süden, Le Castelet im Südwesten sowie Bourguébus im Westen.
Durch die Gemeinde führt die frühere Route nationale 13 (heutige D613).

## Bevölkerungsentwicklung
| Jahr      | 1962 | 1968 | 1975 | 1982 | 1990 | 1999 | 2006 | 2019 |
| Einwohner | 482  | 511  | 498  | 780  | 1391 | 1412 | 1509 | 1477 |

Quelle: INSEE

## Sehenswürdigkeiten
- Kirche Notre-Dame-de-l'Assomption, Wiederaufbau nach dem Zweiten Weltkrieg, durch die Deutschen 1944 zerstört
- Herrenhaus La Perquette von 1602, Monument historique seit 1980

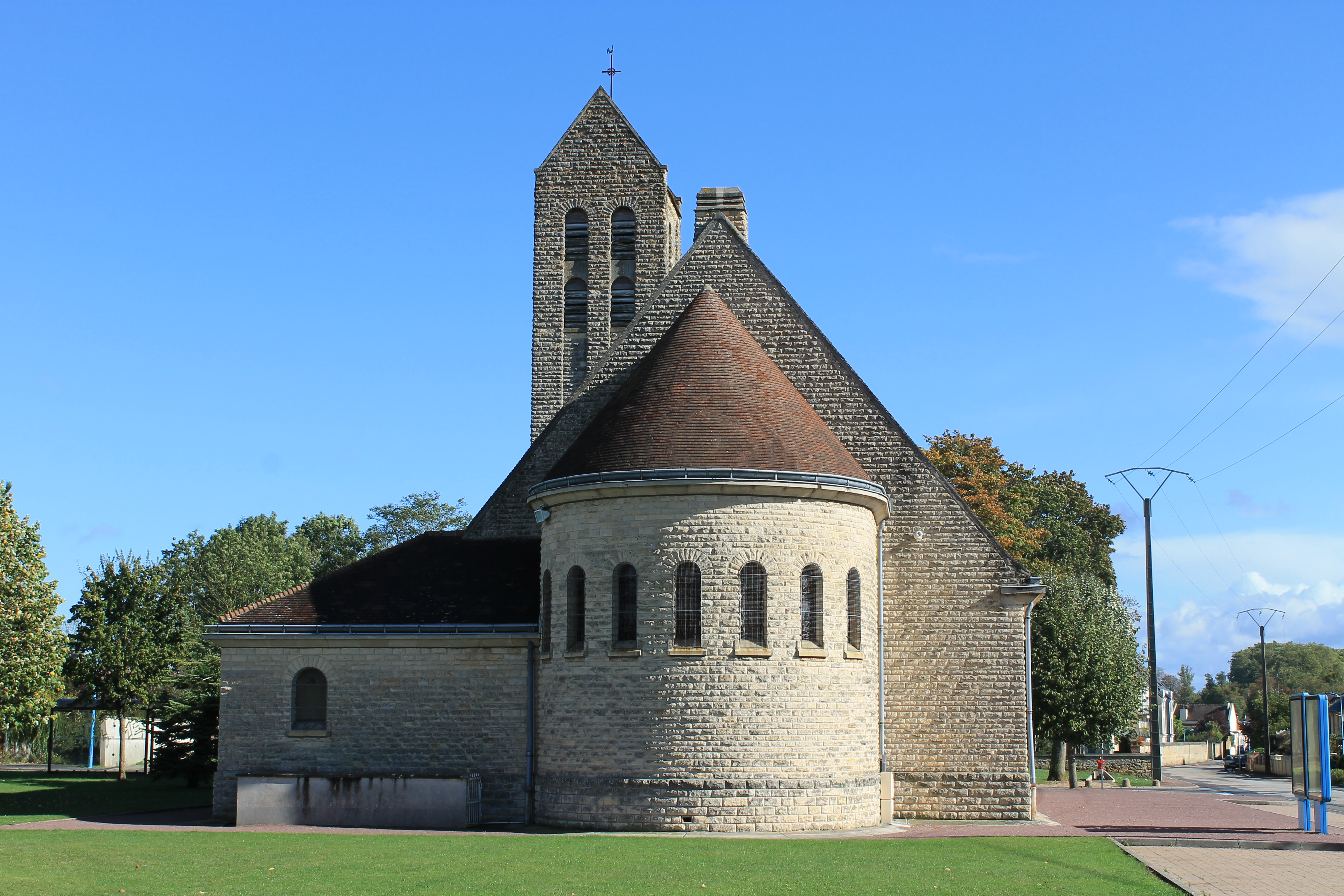
Kirche Notre-Dame